# Arnold Rüütel
Arnold Rüütel (Laimjala, 10 maggio 1928 – Tallinn, 31 dicembre 2024) è stato un politico estone, presidente dell'Estonia dall'8 ottobre 2001 al 9 ottobre 2006. È stato il secondo presidente dell'Estonia da quando il Paese riconquistò l'indipendenza, nel 1991.

## Biografia

### Attività accademica

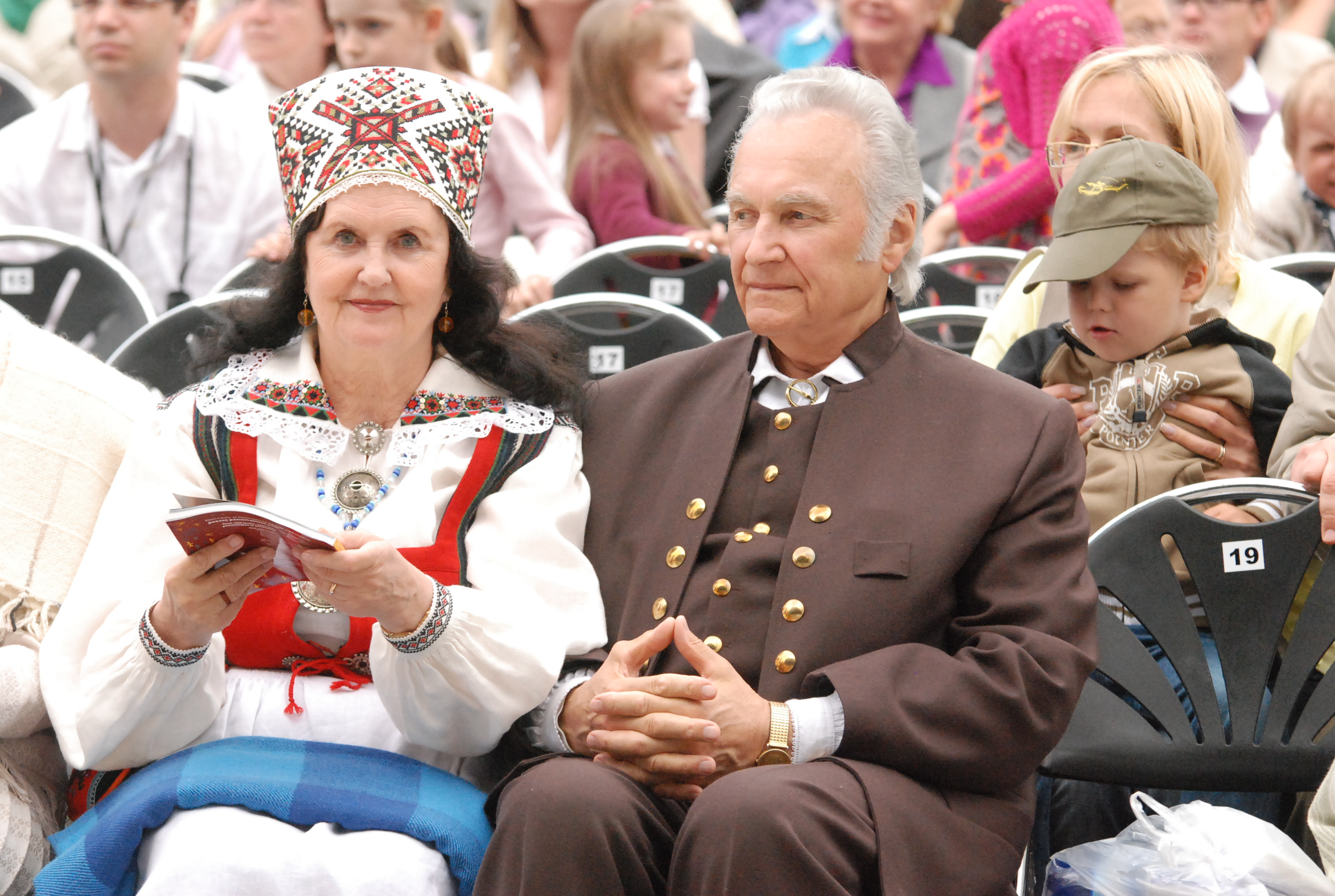
Arnold Rüütel e sua moglie Ingrid Rüütel al XXV Festival della canzone estone (Laulupidu) nel 2009.

Nato a Laimjala, sull'isola di Saaremaa, si laureò al Collegio agricolo Jäneda nel 1949. Ricoprì l'incarico di agronomo presso il dipartimento di Agricoltura di Saaremaa (1949-1950), per poi insegnare Agronomia alla Scuola per la meccanizzazione dell'agricoltura di Tartu (1955-1957).
Nel 1957 fu nominato direttore del sperimentale Istituto estone di veterinaria e riproduzione del bestiame e nel 1963 direttore del sovchoz di Tartu, ruolo che ricoprì fino al 1969. Nel 1964 si specializzò all'Accademia estone di Agricoltura, istituto del quale fu rettore dal 1969 al 1977; nel 1991 conseguì il dottorato in Agricoltura.
Sposato con l'etnologa Ingrid (nata il 3 novembre 1935), ha due figlie.

### Attività politica

#### Periodo dell'occupazione sovietica
Durante il periodo di occupazione sovietica ebbe una posizione di alto rango nelle istituzioni comuniste della Repubblica socialista sovietica di Estonia. Nel 1983 fu nominato presidente del Presidio del Consiglio supremo (capo di Stato) della Repubblica: fu quindi uno dei quindici presidenti del Soviet supremo dell'Urss. Nel 1971 fu insignito dell'Ordine di Lenin.

#### La riconquista dell'indipendenza
Insieme ad altri comunisti riformisti come Vaino Väljas, ebbe un ruolo di primo piano nella preparazione e nella stesura della Dichiarazione della sovranità dell'Estonia, approvata dal Soviet supremo il 16 novembre 1988.
Nel marzo 1990 fu eletto alla presidenza del Presidio del Soviet supremo della Repubblica di Estonia. Sotto la sua guida, le forze nazionaliste e moderate favorevoli all'indipendenza raggiunsero un compromesso e il Consiglio supremo "confermò" l'indipendenza dell'Estonia il 20 agosto 1991. Rüütel rimase in carica fino all'ottobre 1992.

#### L'Estonia indipendente
Dal 1991 al 1992 fu membro dell'Assemblea costituente, che redasse la nuova Costituzione dell'Estonia. Si presentò come candidato alla prima elezione presidenziale nel 1992 (appoggiato da alcuni partiti agrari e dal Partito della Coalizione Estone), ricevendo il 43% dei suffragi, prima di perdere contro Lennart Meri (i membri dell'assemblea elettorale tra i due candidati scelsero Meri).
Presidente dell'Unione Popolare Estone dal 1994 al 2000, fu eletto deputato del Riigikogu (il Parlamento estone), di cui fu vicepresidente fino al 1997. Corse alle elezioni presidenziali del 1996, perdendo ancora una volta contro Meri.

#### Il mandato presidenziale

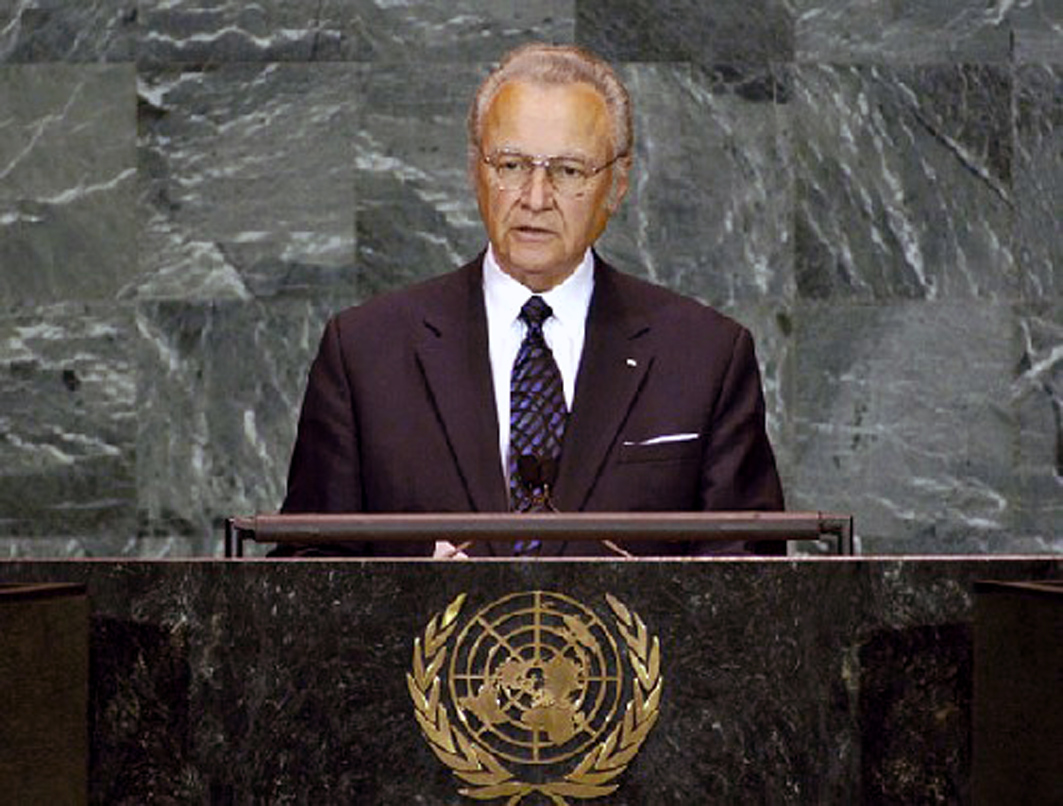
Arnold Rüütel tiene un discorso come Presidente dell'Estonia presso l'Assemblea generale delle Nazioni Unite

Fu eletto presidente dell'Estonia dall'assemblea elettorale (composta dal Riigikogu e dai rappresentanti locali) il 21 settembre 2001, sconfiggendo per 186 voti a 155 il candidato governativo Toomas Savi. Vincendo, Rüütel, che era sostenuto dal Partito di Centro Estone e dall'Unione Popolare Estone e che insediò l'8 ottobre, mise in grave imbarazzo il governo di Mart Laar, tanto che poche settimane dopo l'esecutivo cadde.
Nel suo manifesto elettorale Rüütel aveva sostenuto la necessità di ridurre gli effetti negativi portati all'Estonia dal rapido passaggio all'economia di mercato, puntando a una maggior solidarietà all'interno della società estone. Definì questo progetto Ühiskondlik kokkulepe ("Patto sociale").
Durante il mandato, Rüütel godette di un vasto e crescente sostegno popolare, paragonabile a quello del suo predecessore Meri. Ma nel gennaio 2006 fu coinvolto in uno scandalo: la Eesti Televisioon (la televisione di Stato estone) riferì che la nipote minorenne di Rüütel aveva organizzato una festa a base di alcol all'interno del palazzo presidenziale. Si aprirono speculazioni politiche su una sua eventuale ricandidatura, che il presidente stesso interruppe il 7 giugno annunciando che si sarebbe ripresentato alla scadenza del mandato, in ottobre. Numerose gaffe segnarono gli ultimi mesi della sua presidenza.

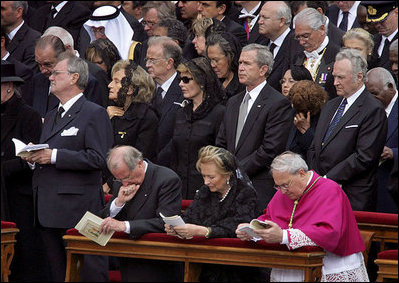
Arnold Rüütel (in seconda fila ultimo a destra) con Alberto II e la regina Paola del Belgio, il principe Henrik di Danimarca, Bernadette Chirac, il presidente Jorge Sampaio del Portogallo, il presidente George W. Bush e la first lady Laura Bush degli Stati Uniti, e il presidente Gloria Macapagal-Arroyo delle Filippine ai funerali di Giovanni Paolo II l'8 aprile 2005

In agosto il Parlamento non riuscì nuovamente a procedere in modo autonomo all'elezione del presidente: l'investitura di Toomas Hendrik Ilves fu bloccata proprio dai sostenitori di Rüütel, sostenuto sempre dall'Unione Popolare e dal Partito di Centro. L'atteggiamento tenuto durante la campagna elettorale dal presidente, che si rifiutò di prendere parte ai dibattiti parlamentari, e i suoi trascorsi politici in età sovietica danneggiarono ulteriormente la sua immagine. I sondaggi registravano tra gli estoni un sostegno a Rüütel del 31%, contro il 51% di Ilves; la sua popolarità, inoltre, si concentrava tra gli anziani e la minoranza russofona.
Il 23 settembre 2006 l'assemblea elettorale decise, per 174 voti contro 162, la vittoria di Ilves, che prese possesso della carica il successivo 9 ottobre.